# Grand Prix USA Západ 1983
Grand Prix USA Západ 1983 (oficiálně Toyota Grand Prix of Long Beach) se jela na okruhu Grand Prix of Long Beach v Long Beach v Kalifornii ve Spojených státech amerických dne 27. března 1983. Závod byl druhým v pořadí v sezóně 1983 šampionátu Formule 1.

## Kvalifikace
| Poř.   | No. | Jezdec             | Konstruktér   | Časy v kvalifikaci | Časy v kvalifikaci | Ztráta |
| Poř.   | No. | Jezdec             | Konstruktér   | Q1                 | Q2                 | Ztráta |
| ------ | --- | ------------------ | ------------- | ------------------ | ------------------ | ------ |
| 1      | 27  | Patrick Tambay     | Ferrari       | 1:28.598           | 1:26.117           | —      |
| 2      | 28  | René Arnoux        | Ferrari       | 1:26.935           | 1:27.628           | +0.818 |
| 3      | 1   | Keke Rosberg       | Williams-Ford | 1:29.577           | 1:27.145           | +1.028 |
| 4      | 2   | Jacques Laffite    | Williams-Ford | 1:30.529           | 1:27.818           | +1.701 |
| 5      | 11  | Elio de Angelis    | Lotus-Renault | 1:31.624           | 1:27.982           | +1.865 |
| 6      | 35  | Derek Warwick      | Toleman-Hart  | Bez času           | 1:28.130           | +2.013 |
| 7      | 3   | Michele Alboreto   | Tyrrell-Ford  | 1:29.066           | 1:28.425           | +2.308 |
| 8      | 15  | Alain Prost        | Renault       | 1:28.558           | 1:29.765           | +2.441 |
| 9      | 4   | Danny Sullivan     | Tyrrell-Ford  | 1:31.271           | 1:28.833           | +2.716 |
| 10     | 25  | Jean-Pierre Jarier | Ligier-Ford   | 1:29.600           | 1:28.913           | +2.796 |
| 11     | 6   | Riccardo Patrese   | Brabham-BMW   | 1:28.958           | 1:29.467           | +2.841 |
| 12     | 30  | Alan Jones         | Arrows-Ford   | 1:30.451           | 1:29.112           | +2.995 |
| 13     | 12  | Nigel Mansell      | Lotus-Ford    | 1:31.728           | 1:29.167           | +3.050 |
| 14     | 36  | Bruno Giacomelli   | Toleman-Hart  | Bez času           | 1:29.266           | +3.149 |
| 15     | 16  | Eddie Cheever      | Renault       | 1:30.597           | 1:29.422           | +3.305 |
| 16     | 29  | Marc Surer         | Arrows-Ford   | 1:30.067           | 1:29.521           | +3.404 |
| 17     | 34  | Johnny Cecotto     | Theodore-Ford | 1:29.559           | 1:30.258           | +3.442 |
| 18     | 33  | Roberto Guerrero   | Theodore-Ford | 1:29.585           | 1:28.528†          | +3.468 |
| 19     | 22  | Andrea de Cesaris  | Alfa Romeo    | 1:33.336           | 1:29.603           | +3.486 |
| 20     | 5   | Nelson Piquet      | Brabham-BMW   | 1:30.173           | 1:30.034           | +3.917 |
| 21     | 23  | Mauro Baldi        | Alfa Romeo    | 1:31.924           | 1:30.070           | +3.953 |
| 22     | 7   | John Watson        | McLaren-Ford  | 1:32.439           | 1:30.100           | +3.983 |
| 23     | 8   | Niki Lauda         | McLaren-Ford  | 1:30.262           | 1:30.188           | +4.071 |
| 24     | 9   | Manfred Winkelhock | ATS-BMW       | 1:31.599           | 1:30.220           | +4.103 |
| 25     | 17  | Eliseo Salazar     | RAM-Ford      | 1:32.597           | 1:31.126           | +5.009 |
| 26     | 26  | Raul Boesel        | Ligier-Ford   | 1:31.759           | 1:31.765           | +6.642 |
| 27     | 31  | Corrado Fabi       | Osella-Ford   | 1:33.896           | 1:31.901           | +6.784 |
| 28     | 32  | Piercarlo Ghinzani | Osella-Ford   | Bez času           | 1:32.182           | +7.065 |
| Zdroj: |     |                    |               |                    |                    |        |

## Závod
| Poř.   | No. | Jezdec             | Konstruktér   | Počet kol | Čas/Odstoupení   | Pořadí na startu | Body |
| ------ | --- | ------------------ | ------------- | --------- | ---------------- | ---------------- | ---- |
| 1      | 7   | John Watson        | McLaren-Ford  | 75        | 1:53:34.889      | 22               | 9    |
| 2      | 8   | Niki Lauda         | McLaren-Ford  | 75        | + 27.993         | 23               | 6    |
| 3      | 28  | René Arnoux        | Ferrari       | 75        | + 1:13.638       | 2                | 4    |
| 4      | 2   | Jacques Laffite    | Williams-Ford | 74        | + 1 kolo         | 4                | 3    |
| 5      | 29  | Marc Surer         | Arrows-Ford   | 74        | + 1 kolo         | 16               | 2    |
| 6      | 34  | Johnny Cecotto     | Theodore-Ford | 74        | + 1 kolo         | 17               | 1    |
| 7      | 26  | Raul Boesel        | Ligier-Ford   | 73        | + 2 kola         | 26               |      |
| 8      | 4   | Danny Sullivan     | Tyrrell-Ford  | 73        | + 2 kola         | 9                |      |
| 9      | 3   | Michele Alboreto   | Tyrrell-Ford  | 73        | + 2 kola         | 7                |      |
| 10     | 6   | Riccardo Patrese   | Brabham-BMW   | 72        | Rozdělovač       | 11               |      |
| 11     | 15  | Alain Prost        | Renault       | 72        | + 3 kola         | 8                |      |
| 12     | 12  | Nigel Mansell      | Lotus-Ford    | 72        | + 3 kola         | 13               |      |
| 13     | 16  | Eddie Cheever      | Renault       | 67        | Převodovka       | 15               |      |
| Ret    | 30  | Alan Jones         | Arrows-Ford   | 58        | Necítil se dobře | 12               |      |
| Ret    | 5   | Nelson Piquet      | Brabham-BMW   | 51        | Klapka           | 20               |      |
| Ret    | 22  | Andrea de Cesaris  | Alfa Romeo    | 48        | Převodovka       | 19               |      |
| Ret    | 11  | Elio de Angelis    | Lotus-Renault | 29        | Zacházení        | 5                |      |
| Ret    | 33  | Roberto Guerrero   | Theodore-Ford | 27        | Převodovka       | 18               |      |
| Ret    | 25  | Jean-Pierre Jarier | Ligier-Ford   | 26        | Kolize           | 10               |      |
| Ret    | 36  | Bruno Giacomelli   | Toleman-Hart  | 26        | Baterie          | 14               |      |
| Ret    | 23  | Mauro Baldi        | Alfa Romeo    | 26        | Smyk             | 21               |      |
| Ret    | 27  | Patrick Tambay     | Ferrari       | 25        | Kolize           | 1                |      |
| Ret    | 1   | Keke Rosberg       | Williams-Ford | 25        | Kolize           | 3                |      |
| Ret    | 17  | Eliseo Salazar     | RAM-Ford      | 25        | Převodovka       | 25               |      |
| Ret    | 35  | Derek Warwick      | Toleman-Hart  | 11        | Smyk             | 6                |      |
| Ret    | 9   | Manfred Winkelhock | ATS-BMW       | 3         | Smyk             | 24               |      |
| DNQ    | 31  | Corrado Fabi       | Osella-Ford   |           |                  |                  |      |
| DNQ    | 32  | Piercarlo Ghinzani | Osella-Ford   |           |                  |                  |      |
| Zdroj: |     |                    |               |           |                  |                  |      |

## Průběžné pořadí po závodě
Pohár jezdců
| Pořadí | Jezdec          | Body |
| ------ | --------------- | ---- |
| 1      | Niki Lauda      | 10   |
| 2      | Nelson Piquet   | 9    |
| 3      | John Watson     | 9    |
| 4      | Jacques Laffite | 6    |
| 5      | René Arnoux     | 4    |
| Zdroj: |                 |      |

Pohár konstruktérů
| Pořadí | Konstruktér   | Body |
| ------ | ------------- | ---- |
| 1      | McLaren-Ford  | 19   |
| 2      | Brabham-BMW   | 9    |
| 3      | Ferrari       | 6    |
| 4      | Williams-Ford | 6    |
| 5      | Arrows-Ford   | 3    |
| Zdroj: |               |      |